# Franse presidentsverkiezingen 1879

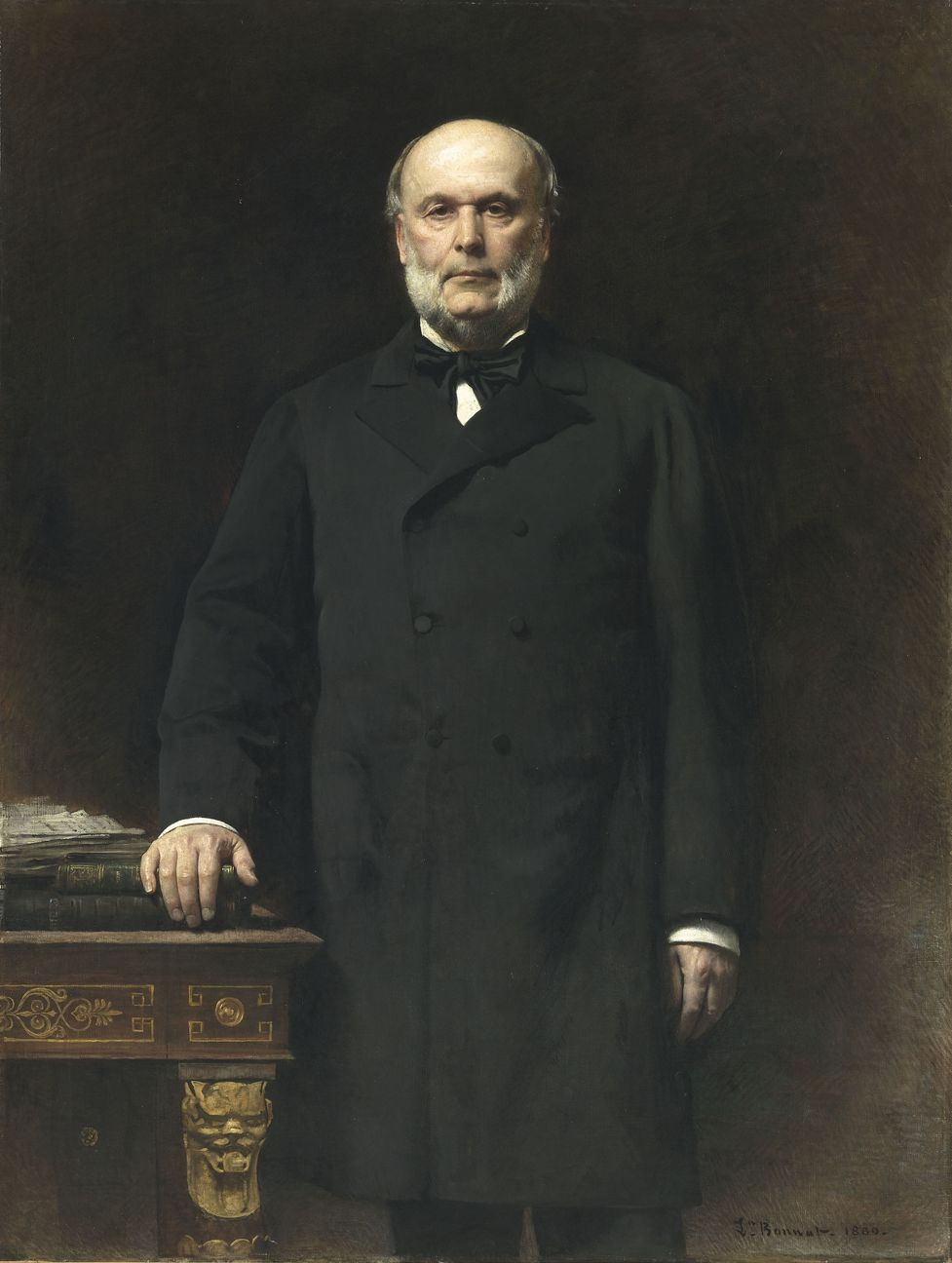
Jules Grévy

Op 30 januari 1879 vonden er in Frankrijk presidentsverkiezingen plaats. Voor het eerst in de geschiedenis van Frankrijk werd er een republikein, Jules Grévy, tot president gekozen.
| Kandidaten                    | politieke richting | ronde 1      |
| ----------------------------- | ------------------ | ------------ |
| Jules Grévy                   | republikein        | 78,96% (563) |
| Alfred Chanzy                 | militair           | 13,88% (99)  |
| Léon Gambetta                 | republikein        | 0,70% (5)    |
| Paul de Ladmirault            | militair           | 0,40% (1)    |
| Henri d'Orléans, duc d'Aumale | monarchist         | 0,14% (1)    |
| Gaston, marquis de Galliffet  | militair           | 0,14% (1)    |